# Heteronyx labratus
Heteronyx labratus är en skalbaggsart som beskrevs av Moser 1926. Heteronyx labratus ingår i släktet Heteronyx och familjen Melolonthidae. Inga underarter finns listade i Catalogue of Life.